# Teilhaberbetrieb
| QS-Informatik | Dieser Artikel wurde wegen inhaltlicher Mängel auf der Qualitätssicherungsseite der Redaktion Informatik eingetragen. Dies geschieht, um die Qualität der Artikel aus dem Themengebiet Informatik auf ein akzeptables Niveau zu bringen. Hilf mit, die inhaltlichen Mängel dieses Artikels zu beseitigen, und beteilige dich an der Diskussion! (+) |

Als Teilhaberbetrieb (engl. transaction mode) bezeichnet man eine Form des Mehrbenutzerbetriebs, bei der mehrere Benutzer eines Rechners im Dialogbetrieb an einem Programm arbeiten können. Die von den Benutzern ausgeführten Transaktionen sind relativ kurz; der Computer verbringt die meiste Zeit mit Warten auf die Eingabe irgendeines Benutzers.
Eine andere Form ist der Teilnehmerbetrieb. Hier arbeiten mehrere Benutzer eines Rechners mit verschiedenen Programmen im Mehrprogrammbetrieb.